# David Odonkor
David Odonkor (Bünde, 21. veljače 1984.), njemački nogometni trener i umirovljeni nogometaš ganskog porijekla. Igrao je kao veznjak.

## Klupska karijera

### Borussia Dortmund
Standardni član momčadi Borussia Dortmund, dres s brojem 34.

### Real Betis
Odonkor je prešao krajem kolovoza u Real Betis za €6.5 milijuna potpisavši na 5 godina.

### Alemannia Aachen
Od rujna 2011 je Odonkor potpisao desetomjesečni ugovor s Alemannia Aachenom.

## Internacionalni uspjesi

### Europsko prvenstvo do 16 godina
Bio je 2000. i 2001. na Europskom prvenstvu do 16 godina. 2001. je sudjelovao u pobjedi Njemačke reprezentacije nad Rumunjskom gdje je postigao jedan gol i sudjelovao u pobjedi 8-2. Njemačka je i 2000. i 2001. došla do četvrtfinala gdje je gubila na penalima 2000. od Portugala, a godinu kasnije od Engleske.

### Svjetsko prvenstvo 2006.
U 2006. je postao iznenadni član njemačke nogometne reprezentacije za Svjetsko prvenstvo u Njemačkoj.Debitirao je za njemačku reprezentaciju u prijateljskoj utakmici protiv Japana 30.5.2006.Ulazio je kao zamjena u prve dvije utakmice svjetskog prvenstva .Protiv Poljske je odigrao dobru utakmicu a pritom je asistirao Oliveru Neuvilleu za pogodak u sudačkoj nadoknadi drugoga poluvremena.

## Zanimljivosti
- Prvi nastup u Bundesligi ubilježio je 2002. protiv St.Pauli
- Vjeruje se da Odonkor može pokriti 100 metara za 10.9 sekundi

## Vanjske poveznice
- službena stranica Davida Odonkora
- službena stranica Real Betisa